# Cromna (Corintia)
Cromna o Kromna (en griego antiguo: Κρώμνα) era una ciudad en la antigua Corintia.
Su sitio (descubierto en 1960) está localizado cerca de la actual Kato Examilia. Las excavaciones arqueológicas revelaron tumbas con cerámicas que datan del siglo VII a. C.
En el área helenística, fue construido un muro a través del istmo de Corinto que pasaba a través del poblado, y de hecho el que se ubicara una puerta al llegar a este punto puede explicar el crecimiento del poblado.  La tumba que fue descubierta de un Agathon aparentemente de Cromna es plausiblemente la tumba de un defensor del Peloponeso de los invasores del norte y, por lo tanto, de Cromno en Arcadia.